# 尚杜瓦索
尚杜瓦索（法語：Champ-d'Oiseau，法語發音：[ʃɑ̃ dwazo]）是法国科多尔省的一个市镇，属于蒙巴尔区。

## 地理
尚杜瓦索（47°33'14"N, 4°20'47"E）面积4.83 平方千米，位于法国勃艮第-弗朗什-孔泰大區科多尔省，该省份为法国中东部省份，北起奥布省，西接涅夫勒省和约讷省，南至索恩-卢瓦尔省，东南接汝拉省，东临上索恩省，东北部与上马恩省接壤。
与尚杜瓦索接壤的市镇（或旧市镇、城区）包括：蒙蒂尼-蒙福尔、维莱讷莱普雷沃特、格里尼翁、朗蒂利、米勒里。

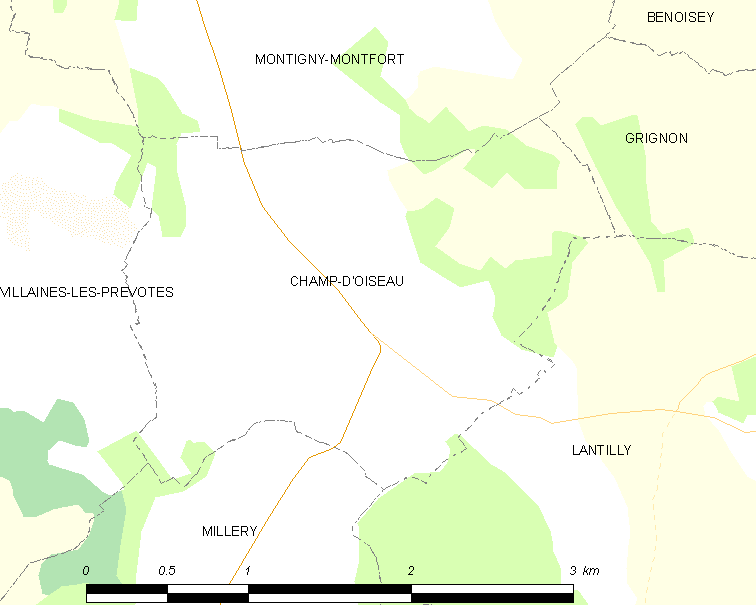
尚杜瓦索的OSM定位图

尚杜瓦索的时区为UTC+01:00、UTC+02:00（夏令时）。

## 行政
尚杜瓦索的邮政编码为21500，INSEE市镇编码为21137。

## 政治
尚杜瓦索所属的省级选区为蒙巴尔县。

## 人口

1962-2008年间尚杜瓦索人口变化图示

尚杜瓦索于2022年1月1日时的人口数量为110人。